# حديقة كهف لونغهورن العامة
حديقة كهف لونغهورن العامة (بالإنجليزية: Longhorn Cavern State Park)‏؛ هو كهف يقع في مقاطعة برنيت في الولايات المتحدة. وهو أحد الحدائق العامة في ولاية تكساس.

## السياحة
يعد «حديقة كهف لونغهورن العامة» أحد مواقع الجذب السياحي في مقاطعة برنيت في ولاية تكساس الأمريكية.